# Eredivisie 1988-89
La Eredivisie 1988-89 fue la 33.ª edición de la Eredivisie. El campeón fue el PSV, conquistando su 8.ª Eredivisie y el 11.° título de campeón de los Países Bajos.

## Tabla de posiciones
| Pos | Equipo          | PJ | PG | PE | PP | Pts | GF | GC | DG  |                              |
| --- | --------------- | -- | -- | -- | -- | --- | -- | -- | --- | ---------------------------- |
| 1   | PSV 1           | 34 | 24 | 5  | 5  | 53  | 78 | 31 | 47  | Copa de Europa               |
| 2   | Ajax            | 34 | 22 | 6  | 6  | 50  | 74 | 32 | 42  | Copa de la UEFA              |
| 3   | FC Twente       | 34 | 11 | 18 | 5  | 40  | 47 | 25 | 22  | Copa de la UEFA              |
| 4   | Feyenoord       | 34 | 15 | 10 | 9  | 40  | 66 | 52 | 14  | Copa de la UEFA              |
| 5   | Roda JC         | 34 | 13 | 12 | 9  | 38  | 52 | 38 | 14  |                              |
| 6   | FC Groningen 1  | 34 | 14 | 8  | 12 | 36  | 62 | 51 | 11  | Recopa de Europa             |
| 7   | BVV Den Bosch 2 | 34 | 15 | 6  | 13 | 36  | 48 | 53 | -5  |                              |
| 8   | Fortuna Sittard | 34 | 11 | 12 | 11 | 34  | 40 | 37 | 3   |                              |
| 9   | FC Volendam     | 34 | 13 | 7  | 14 | 33  | 42 | 51 | -9  |                              |
| 10  | HFC Haarlem     | 34 | 11 | 11 | 12 | 33  | 37 | 50 | -13 |                              |
| 11  | RKC 2           | 34 | 11 | 9  | 14 | 31  | 53 | 61 | -8  |                              |
| 12  | Sparta          | 34 | 9  | 12 | 13 | 30  | 42 | 50 | -8  |                              |
| 13  | FC Utrecht      | 34 | 11 | 7  | 16 | 29  | 49 | 57 | -8  |                              |
| 14  | MVV             | 34 | 10 | 9  | 15 | 29  | 41 | 58 | -17 |                              |
| 15  | Willem II       | 34 | 8  | 11 | 15 | 27  | 50 | 68 | -18 |                              |
| 16  | PEC Zwolle      | 34 | 8  | 9  | 17 | 25  | 48 | 70 | -22 | Descenso a la Eerste Divisie |
| 17  | VVV             | 34 | 5  | 14 | 15 | 24  | 40 | 62 | -22 | Descenso a la Eerste Divisie |
| 18  | Veendam         | 34 | 8  | 8  | 18 | 24  | 37 | 60 | -23 | Descenso a la Eerste Divisie |

PJ = Partidos jugados; PG = Partidos ganados; PE = Partidos empatados; PP = Partidos perdidos; Pts = Puntos; GF = Goles a favor; GC = Goles en contra; DG = Diferencia de goles
1 El PSV también ganó la Copa de los Países Bajos, obteniendo así el doblete. Por lo tanto, el finalista FC Groningen jugaría en la Recopa de Europa. 

2 Clubes participantes de la Copa Intertoto 1989.